# Russellaleyrodes
Russellaleyrodes is een geslacht van halfvleugeligen (Hemiptera) uit de familie witte vliegen (Aleyrodidae), onderfamilie Aleyrodinae.
De wetenschappelijke naam van dit geslacht is voor het eerst geldig gepubliceerd door David in 1973. De typesoort is Dialeurodes cumiugum.

## Soort
Russellaleyrodes omvat de volgende soort:
- Russellaleyrodes cumiugum (Singh, 1932)